# 石灰石

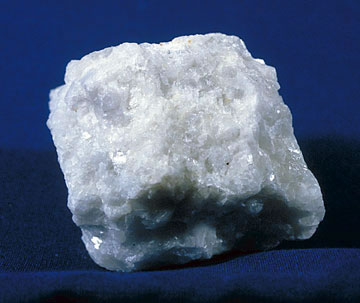
結晶質石灰岩（大理石）

石灰石（せっかいせき、limestone）は、鉱物である方解石・霰石、あるいは岩石である石灰岩・結晶質石灰岩（大理石）を、資源として扱うときの鉱石名または商品名。

## 特性
石灰石は「方解石、霰石、ドロマイトなどの炭酸塩鉱物を50 %以上含む堆積岩の一種」と定義される。化学的には炭酸カルシウムである。
石灰石の成因には生物起源のものと海水下に直接沈殿したものがある。
| 物質名                 | 鉱物名      | 岩石名   | 岩石名                  | 鉱石名・ 商品名 | その他の産状                   |
| 物質名                 | 鉱物名      | 堆積岩名 | 変成岩名                | 鉱石名・ 商品名 | その他の産状                   |
| ---------------------- | ----------- | -------- | ----------------------- | --------------- | ------------------------------ |
| 炭酸カルシウム (CaCO3) | 方解石 霰石 | 石灰岩   | 結晶質石灰岩 （大理石） | 石灰石 大理石   | 鍾乳石・石筍・トラバーチンなど |

## 用途
石灰石は建築用石材や漆喰の原料として用いられてきた。18世紀以降、石灰石を原料とする各種のセメント製造法が発明された。また、鉄鋼業では製銑工程と製鋼工程で不純物除去や冷却のために石灰石が利用されるようになった。